# شوهی ساکاگوچی
شوهی ساکاگوچی (انگلیسی: Shūhei Sakaguchi؛ زادهٔ ۵ سپتامبر ۱۹۷۷) صداپیشگی در ژاپن اهل ژاپن است. وی از سال ۱۹۹۹ میلادی تاکنون مشغول فعالیت بوده‌است.